# Xyela peuce
Xyela peuce (лат.) — вид перепончатокрылых насекомых рода Xyela из семейства пилильщиков Xyelidae. 

## Распространение
Европа (Болгария). 

## Описание
Мелкие пилильщики, длина около 4 мм; длина передних крыльев самок 3,9—4,8 мм (у самцов 3,9—4,0 мм). Голова жёлтая с чёрными отметинами. Кормовые растения для ложногусениц: сосны Pinus (Сосна румелийская, Pinus peuce). Вид был впервые описан в 2013 году немецким энтомологом Стефаном Бланком (Senckenberg Deutsches Entomologisches Institut, Müncheberg, Германия).